# جالسا
جالسا (بالتيلوغوية: Jalsa)‏) (بالإنجليزية: Fun)‏ (بالعربية: مرح) هو فيلم كوميدي هندي من القاعدة السينمائية تيلوغو صدر عام 2008، من إخراج تريفيكرام سرينيفاس وإنتاج آلو أرافيند تحت راية شركة الإنتاج غيثا للفنون. الأدوار المحورية عادت للممثل باوان كاليان والممثلة إليانا دي كروز إلى جانب بارفاتي ميلتون. الموسيقى التصويرية من تأليف ديفي انكا براساد، وقد انطلق تصوير الفيلم في 29 فبراير 2008 بعدما كان من المقرر أن يصدر في 27 مارس 2008، ولكن بسبب التأخير في أمور تقنية خاصة بالفيلم فلم يعرض في وقته المحدد، فتم صدوره في 2 أبريل 2008، وحقق ناجحا في شباك التذاكر.
ويطلق على الفيلم اسم Hai Jalsa في اللغة الهندية.
وقد عرض Jalsa في جميع أنحاء على 1000 شاشة سينمائية في 2 نيسان 2008.